# Bernardo Atxaga

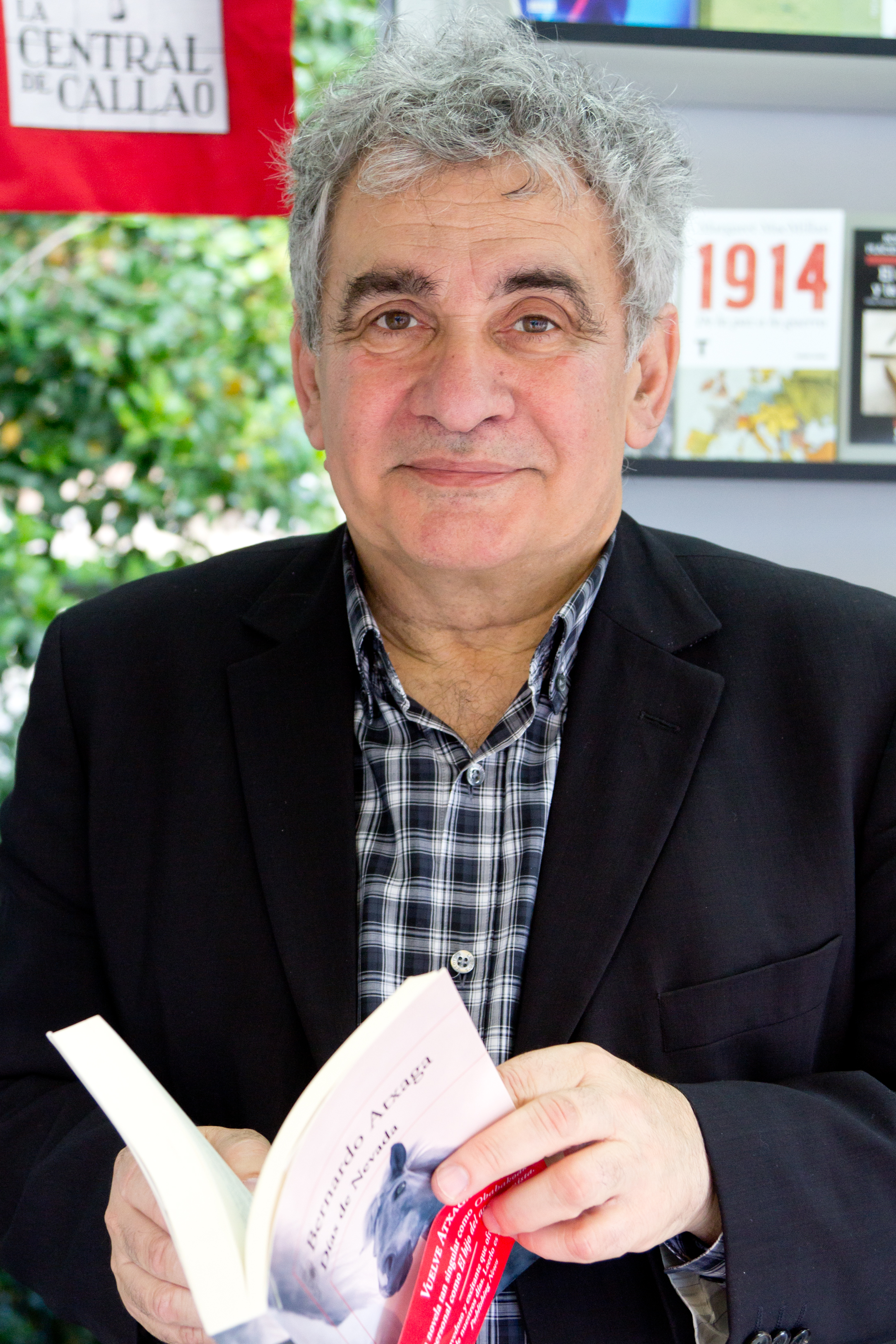
Bernardo Atxaga auf der Madrider Buchmesse 2014

José Irazu Garmendia (* 27. Juli 1951 in Asteasu, Guipúzcoa, Spanien), bekannt unter dem Pseudonym Bernardo Atxaga, ist ein spanischer Schriftsteller. Sein Werk umfasst Kurzgeschichte, Roman, Dichtung und Essay und wurde vollständig auf Baskisch geschrieben und veröffentlicht. In zahlreiche andere Sprachen übersetzt, ist er der am weitesten verbreitete und übersetzte Schriftsteller im Baskischen. Er hat an der Universität von Bilbao Wirtschaft und an der Universität von Barcelona Philosophie und Kunst studiert.
Seit 2006 ist er Vollmitglied der königlichen Akademie der Baskischen Sprache (Euskaltzaindia, Real Academia de la Lengua Vasca), und im November 2010 wurde er auch zum Mitglied der Akademie der Wissenschaften, Kunst und Literatur (Jakiunde,  Academia de las Ciencias, de las Artes y de las Letras) ernannt. Er lebt derzeit in der Stadt Zalduendo in Alava.

## Lebenslauf
Geboren in Asteasu, Sohn eines Schreinervaters und einer Lehrerin, ging er nach Bilbao, um sein Studium fortzusetzen und erwarb 1973 einen Abschluss in Wirtschaftswissenschaften an der Universität von Bilbao. Kurz zuvor, 1972, hatte er seinen ersten Text auf Baskisch geschrieben: Borobila eta puntua, eine kurze theatralische Komposition aus der Anthologie Euskal literatura 72. Seine Texte erreichten den Bilbao-Autor Gabriel Aresti, der eine wichtige Rolle im jungen Atxaga spielen würde, ermutigten ihn zu schreiben, wünschten ihm eine große Zukunft und rieten ihm auch, einige Klassiker der baskischen Literatur zu lesen.
Nach dem Wehrdienst arbeitete er in einer Bank in San Sebastián und veröffentlichte 1975 seine ersten Texte in der Literaturzeitschrift Panpina Ustela [Faule Puppe], die er einige Zeit zusammen mit Koldo Izagirre veröffentlichte. Ende der 70er Jahre kehrte er nach Bilbao zurück und arbeitete in zahlreichen Berufen – Ausbilder von Euskera, Drehbuchautor für Radiosendungen, Buchhändler, Ökonom usw. –, die er mit dem Schreiben kombinierte. 1976 erschien sein erster avantgardistischer Roman, Ziutateaz [Von der Stadt], gefolgt von dem Gedichtband Etiopia (1978), einem grundlegenden Werk der zeitgenössischen baskischen Poesie, das die Avantgarde-Karriere des Autors abschloss. Er war Mitglied der avantgardistischen Literaturgruppe Pott, die er Ende 1977 zusammen mit Joseba Sarrionandia, Ruper Ordorika, Jon Juaristi und anderen Schriftstellern in Bilbao gründete. Die Gruppe wurde 1980 aufgelöst, nachdem sie sechs Ausgaben der gleichnamigen Zeitschrift veröffentlicht hatte.

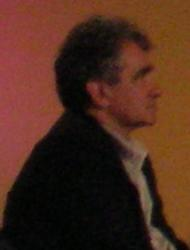
Bernardo Atxaga beim National Eisteddfod Wales 2007.

Anfang der 80er Jahre beschließt Atxaga, sich professionell der Literatur zu widmen. Er nutzte die Auflösung der Gruppe Pott, um an der Universität Barcelona zu studieren, wo er sein Studium in Philosophie und Kunst abschloss. Nachdem er mehrere Kurzgeschichten in verschiedenen Literaturzeitschriften veröffentlicht hatte, begann er zum ersten Mal, Obabas Universum zu erforschen, wo sich viele seiner nachfolgenden Werke befinden, darunter der Roman Bi anai [Zwei Brüder], der ihn wieder an die Spitze der baskischen Literatur brachte. 1988 veröffentlichte er sein erfolgreichstes Werk, Obabakoak, eine Mischung aus Roman- und Kurzgeschichten-Anthologie, die in 26 Sprachen übersetzt wurde und 1989 den Nationalen Erzählpreis gewann. Einige der in der Arbeit erschienenen Geschichten wurden 2005 von Montxo Armendáriz unter dem Titel Obaba ins Kino gebracht. Nach Obabakoak verließ Atxaga 1993 die fantastische Literatur, um einen realistischen Zyklus zu eröffnen, insbesondere durch die Romane Gizona bere bakardadean [Der Mann in seiner Einsamkeit] (1993), Finalist des Nationalen Erzählpreises, und Zeru horiek [Jene Himmel] (1995). 1996 erschien unter dem Titel Nueva Etiopía eine neue Anthologie von Texten und Gedichten, die auch eine CD enthält, auf der verschiedene baskische Sänger und Gruppen zu Atxagas Gedichten musizieren. Zwei Jahre später erschien der Aufsatz Greenlandiako lezioa [Die Lehre von Grönland] (1998).
Bereits im 21. Jahrhundert hat er vier Werke veröffentlicht: 2003 veröffentlichte er Pamiela Soinujolearen semea [Der Sohn des Akkordeonisten], einen Roman über das Verschwinden der Welt Obabas, „eine Welt, die aufgehört hat zu existieren“, so der Autor selbst.
Am Ende des Obaba-Zyklus veröffentlichte er die Werke Lekuak [Orte] (2005) und Markak. Gernika 1937 [Spuren. Gernika 1937] (2007), in der er Überlegungen über die nationalsozialistische Bombardierung der Foralstadt anstellt.
Im Jahr 2009 erschien der Roman Zazpi etxe Frantzian [Sieben Häuser in Frankreich], der gleichzeitig die Versionen auf Baskisch, Spanisch, Katalanisch und Galicisch veröffentlichte und einer der ersten Bücher ist, der in allen Amtssprachen Spaniens erscheint. Die Geschichte spielt im Kongo zu Beginn des 20. Jahrhunderts in einem Lager belgischer Legionäre.

## Werke
Er gilt als einer der besten baskischen Schriftsteller der letzten 50 Jahre in allen literarischen Genres, hat mehr als 25 Bücher über Kinder- und Jugendliteratur veröffentlicht und mehrere Hörspiele und Romane geschrieben.

### Romane
- 1976 – Ziutateaz.
- 1985 – Bi anai.
- 1988 – Obabakoak. (Gänsespiel)
- 1993 – Gizona bere bakardadean. (Ein Mann allein)
- 1995 – Zeru horiek.
- 1996 – Sara izeneko gizona.
- 2003 – Soinujolearen semea. (Der Sohn des Akkordeonspielers)
- 2004 – Teresa, poverina mia.
- 2009 – Zazpi etxe Frantzian.
- 2013 – Nevadako egunak.
- 2014 – Txoriak kolpeka.

### Lyrik
- 1978 – Etiopia. Premio de la Crítica.
- 1986 – Henry Bengoa Inventarium.
- 1990 – Poemas & Híbridos.
- 1996 – Nueva Etiopía.

### Ensayo
- 1998 – Groenlandiako lezioa. Lista de locos y otros alfabetos.
- 2002 – Alfabeto sobre la literatura infantil.
- 2005 – Lekuak. Lugares.
- 2007 – Markak. Gernika 1937. Marcas. Gernika 1937.
- 2018 — Órdago - Hor dago. (mit Joxemari Iturralde). Colección Baroja & Yo.

### Theater
- 1994 – Lezio berri bat ostrukari buruz.

### Jugendgeschichten
- 1991 – Behi euskaldun baten memoriak. (deutscher Titel Memoiren einer baskischen Kuh)
- 1996 – Sara izeneko gizona. Un hombre llamado Sara.
- 1999 – Un traductor en París. Perteneciente a la colección de relatos de vv.aa. Cuentos apátridas.
- 2004 – Teresa, poverina mia.

### Kinderliteratur
- 1979 – Nikolasaren abenturak eta kalenturak. Aventuras de Nicolasa.
- 1979 – Ramuntxo detektibea. Ramuntxo detective.
- 1982 – Chuck Aranberri dentista batan etxean.
- 1986 – La cacería.
- 1991 – Flannery eta bere astakiloak. Los burros en la carretera.
- 1987 – Astakiloak Arabian.
- 1993 – Astakiloak jo eta jo.
- 1999 – Aitona-amonen oroigarria. Recuerdo de mis abuelos.
- 2005 – Nire jaioterriko jendea. La gente de mi pueblo.

#### Siberiako ipuin eta kantak
- 1982 – Antonino apretaren istorioa.
- 1984 – Asto bat hypodromoan.
- 1984 – Jimmy Potxolo.
- 1984 – Txitoen istorica.

#### Markoni
- 1995 – Mundua eta Markoni. El mundo según Markoni.
- 1997 – Markonitar handien ekintza handiak. Los grandes episodios de la familia Markoni.

#### Xola
- 1995 – Xolak badu lehoien berri. Shola y los leones.
- 1996 – Xola eta basurdeak. Shola y los jabalíes.
- 2000 – Xola ehitzan. Shola cazando
- 2004 – Xola eta Angelito. Shola y angeliño.

#### Las bambulísticas historias de Bambulo
- 1998 – Bambulo: Lehen urratsak. Primeros pasos.
- 1998 – Bambulo: Krisia. La crisis.
- 1999 – Bambulo: Ternuako penak. Amigos que cuentan.

## Verfilmungen und theatralische Adaptionen
- Aitona Martin eta biok (2005), von Pello Varela (nach der Geschichte Sugeak txoriari begiratzen dionean).
- Obaba (2005), von Montxo Armendáriz.
- Bi anai (2011), von Imanol Rayo.

- Im März 2013 wurde die Theaterfassung seines Romans El hijo del acordeonista [Der Sohn des Akkordeonisten] am Teatro Valle-Inclán in Madrid uraufgeführt, mit Aufführungen auf Baskisch und Spanisch[8]. Es gibt eine Filmversion, die 2019 erscheinen soll[9].

## Bezug zu Deutschland

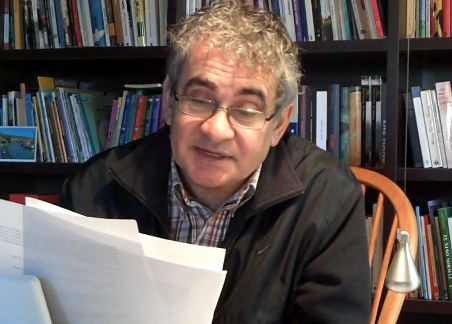
Bernardo Atxaga

Atxagas Werk hat stets auch einen starken Bezug zur Welt außerhalb des Baskenlandes. In der Sekundärliteratur (insbes. Olaziregi 2005) wird auf ein besonderes Verhältnis Atxagas zu Deutschland und zur deutsch-österreichischen Literatur hingewiesen. Einige seiner Geschichten spielen in Hamburg bzw. Berlin, einige seiner Figuren habe deutsche (wenn auch häufig etwas verfremdete) Namen, etwa Esteban Werfell, Klaus Hanhn, Hans Menscher. Sein Roman Obabakoak sollte ursprünglich Obaba – Hanburgo heißen. Darüber hinaus lassen sich in Atxagas Schriften Anspielungen auf Werke von Bert Brecht, Paul Celan, Franz Kafka, Friedrich Hölderlin, Georg Trakl, Franz Werfel finden.